# مونبیول
مونبیول (به انگلیسی: Moonbyul)با نام اصلی مونی بیول-یی (به انگلیسی: Moon Byul-yi)(زاده ۲۲ دسامبر ۱۹۹۲) رپر، ترانه سرا، خواننده ، بازیگر ، مجری برنامه رادیویی کره‌ای است. او عضو گروه مامامو است. مونبیول در برنامه پادشاه خواننده ماسک به عنوان سوان شرکت داشته بود. وی در اوایل سال ۲۰۲۰ مینی آلبوم Dark side of the moon با تایتل ترک Eclipse منتشر کرد و چند ماه بعد ریپکیج همین آل م را به همراه دو ترک جدید منتشر کرد.وی در پروژه girl next door در نقش خود به همراه چند آیدل دیگر حضور داشته است.